# Sunleif Rasmussen

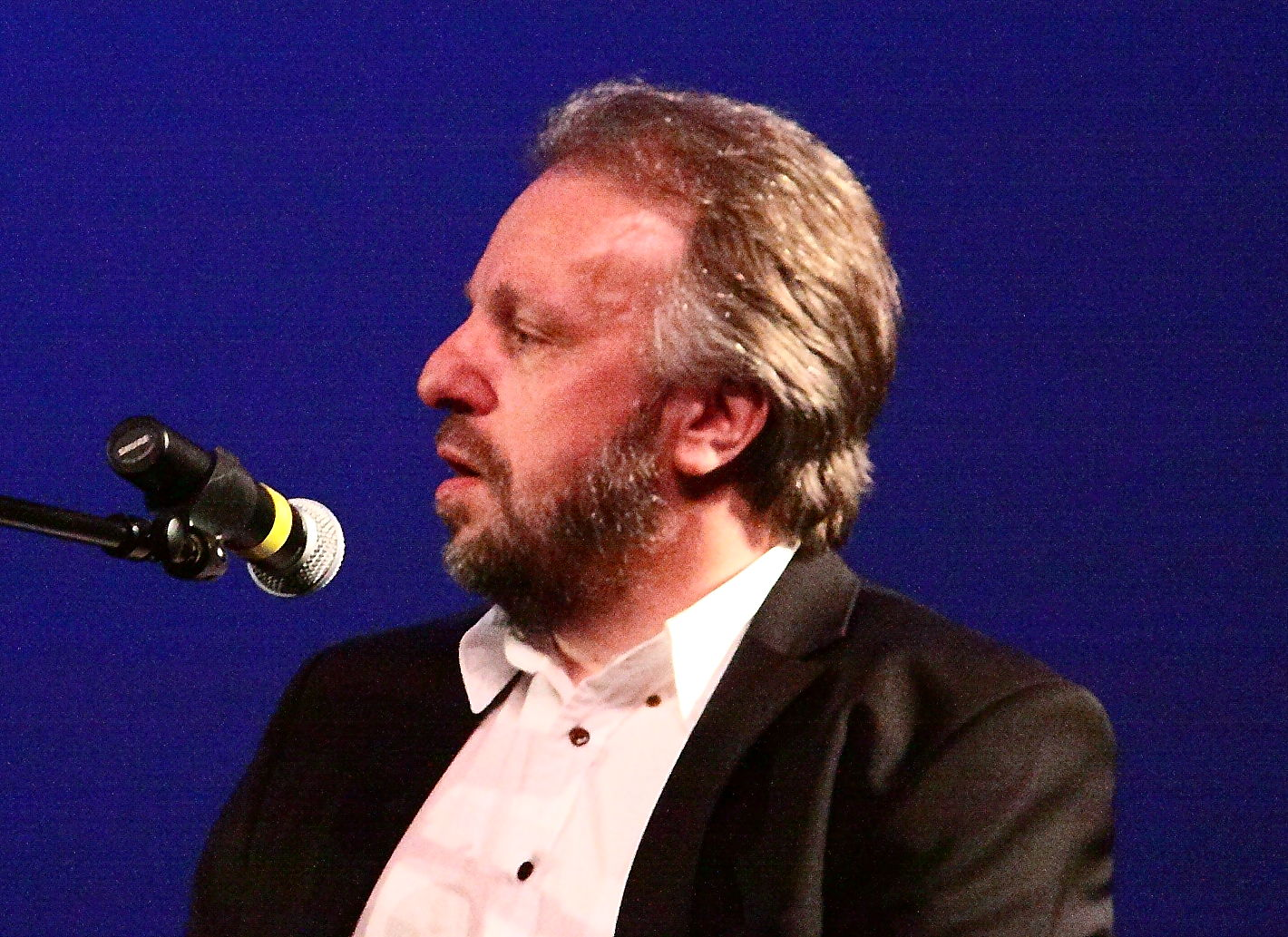
Sunleif Rasmussen (2013)

Sunleif Rasmussen (* 19. März 1961 in Sandur) ist ein bedeutender färöischer Komponist klassischer Musik der zweiten Hälfte des 20. Jahrhunderts.

## Leben
Nach seinem Studium in Norwegen kehrte er nach Tórshavn zurück, wo er als Musiklehrer und Jazz-Pianist arbeitete. Von 1990 bis 1995 studierte er, als erster Färinger überhaupt, Komposition an der Königlich Dänischen Musikakademie Kopenhagen bei Ib Nørholm und elektronische Musik bei Ivar Frounberg. Am IRCAM in Paris kam er in Kontakt mit Komponisten wie Tristan Murail und Gérard Grisey. 1992 wurde er zweifach ausgezeichnet. 1997 bekam er ein dreijähriges Stipendium des dänischen Staatlichen Kulturfonds.
2002 gewann er als erster Färinger den Musikpreis des Nordischen Rates mit seiner Symphonie Nr. 1 Oceanic Days (1995–1997), der ersten färöischen Symphonie, die anlässlich des 15. Jahrestages des Hauses des Nordens komponiert und ebenda uraufgeführt wurde. Eine Besonderheit dieser Symphonie ist, dass Synthesizerlautsprecher und zwei Schlagzeuger hinter dem Publikum postiert sind, das somit wie eine Insel im Meer von Musik umgeben ist.

„Sunleif Rasmussen hat die Färöer-Inseln auf
der musikalischen Landkarte etabliert. Seine Symphonie
Oceanic Days nimmt ihre Inspiration sowohl
aus der färöischen Landschaft als auch von
den alten färöischen Chorälen. Daraus hat Sunleif
Rasmussen ein Werk mit weitreichenden Dimensionen,
strahlender, unwiderstehlicher und künstlerischer
Reinheit geschaffen, das künstlerischen Anspruch
und Poesie in sich vereint.“

Vor seinem Jazz-Hintergrund und der reichen Volksmusiktradition seines Landes kombiniert er diese mit elektroakustischer und Spektralmusik, sodass am Ende eine Abstraktion des traditionellen Liedguts entsteht, die die ursprüngliche Melodie unkenntlich macht. Weitere Inspiration holt sich Rasmussen vom literarischen Werk William Heinesens (1900–1991).
Im Kammermusiksaal der Berliner Philharmonie wurde am 7. Oktober 2006 das Stück Creatio caeli et terrae. Dies quartus (Die Schöpfung des Himmels und der Erde. Tag vier) aus Rasmussens Zyklus zur Schöpfungsgeschichte im 1. Buch Mose vom RIAS Kammerchor uraufgeführt. 
Am 12. Oktober 2006 wurde in Tórshavn Rasmussens Oper Í Óðamansgarði uraufgeführt. Es ist die erste färöische Oper. Der Text stammt von Dánial Hoydal.

## Diskografie (Auswahl)
- Sourrounded, Caput Ensemble Reykjavík, 2002
- Symphonie Nr. 1/Saxophonkonzert, Dänisches Nationales Symphonieorchester, 2005